# La ville dont le prince est un enfant
La ville dont le prince est un enfant è un film televisivo del 1997 diretto da Christophe Malavoy e tratto dalla pièce teatrale La città che ha per principe un ragazzo di Henry de Montherlant e dal suo romanzo Les Garçons, di cui è il seguito.

## Trama
André Sevrais, studente di filosofia, frequenta un rigoroso liceo cattolico a Parigi, dove s'invaghisce di un compagno più giovane, Serge Souplier, con cui stringe una profonda amicizia. Il legame tra i due ragazzi non passa inosservato all'abate di Pradts che, a sua volta ossessionato da Souplier, fa di tutto per allontanare lo studente più giovane da Sevrais.

## Curiosità
- Naël Marandin, che interpreta nel film il ruolo del ragazzo più grande, aveva precedentemente interpretato il ruolo del ragazzo più giovane nella versione teatrale dell'opera.

## Riconoscimenti
- 1997 - 7 d'Or Night
  - Miglior fotografia a Bernard Lutic
- 1997 - Chicago International Film Festival
  - Candidatura al Gold Hugo per la New Directors Competition e Christophe Malavoy